# Eskilge
Eskilge fou una fortalesa del Gran Khorasan, situada a la plana d'Herat (actual Afganistan), una de les principals del regne dels Kart d'Herat. Els maliks (reis) hi guardaven part del tresor de la dinastia i abundant armament. La fortalesa tenia bones defenses, però es va rendir a Qazaghan el 1351 al cap de pocs dies de setge.